# Třída Brave
Třída Brave byly torpédové a dělové čluny britského královského námořnictva. Byly to poslední rychlé útočné čluny postavené pro britské námořnictvo a zároveň nejrychlejší válečné lodě své doby. Vyřazeny byly roku 1970.
Přestože počet člunů postavených pro britské námořnictvo byl nízký, zjednodušenou verzi třídy Brave se podařilo úspěšně exportovat do řady zemí. Zahraničními uživateli třídy se stalo Západní Německo, Dánsko, Řecko, Malajsie, Brunej a Libye. Dalším vývojem třídy Brave vznikla rychlá cvičná plavidla třídy Scimitar.

## Stavba
Britské námořnictvo započalo experimenty s plynovými turbínami přestavbou dělového člunu HMS Grey Goose na pohon dvěma motory Rolls-Royce RM60. Plavidlo se osvědčilo, takže bylo přistoupeno ke stavbě experimentální třídy Bold, která se kvůli nevyzrálým turbínám neosvědčila, přesto přinesla cenné zkušenosti, které byly uplatněny při vývoji třídy Brave. Obě dvě jednotky této třídy v letech 1957–1960 postavila loděnice Vosper v Portchesteru.
Jednotky třídy Brave:
| Jméno                       | Spuštěna        | Vstup do služby   | Status                                                                       |
| --------------------------- | --------------- | ----------------- | ---------------------------------------------------------------------------- |
| HMS Brave Borderer (P1011)  | 7. ledna 1958   | 26. ledna 1960    | Vyřazen 1970.                                                                |
| HMS Brave Swordsman (P1012) | 22. května 1958 | 20. července 1960 | Vyřazen 1970, 1979 prodám za účelem přeměny na muzeum, roku 1998 sešrotován. |

## Konstrukce

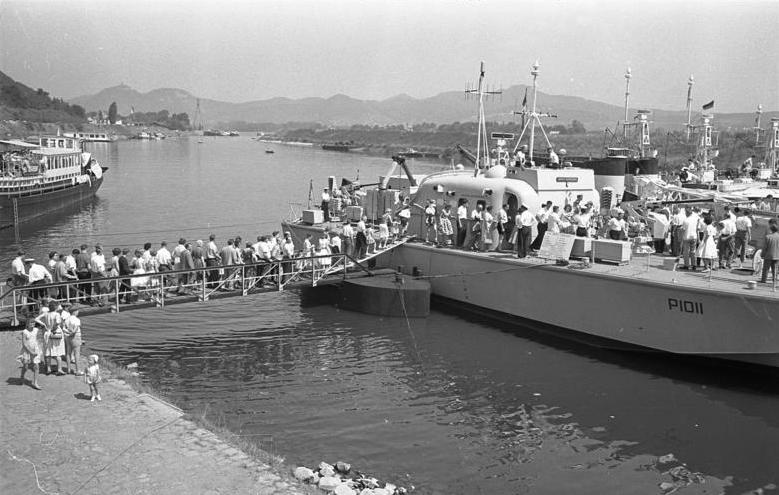
HMS Brave Borderer (P1011)

Instalací jedné ze dvou základních konfigurací výzbroje vznikl buď dělový, nebo torpédový člun. Dělové čluny nesly dva 40mm kanóny Bofors v jednodělových postaveních a dva 533mm torpédomety. Naopak jako torpédové čluny nesly pouze jeden 40mm kanón Bofors a čtyři 533mm torpédomety. Pohonný systém tvořily tři plynové turbíny Bristol Proteus, každá o výkonu 3500 hp. Cestovní rychlost dosahovala 40 uzlů a nejvyšší 52 uzlů.

## Export

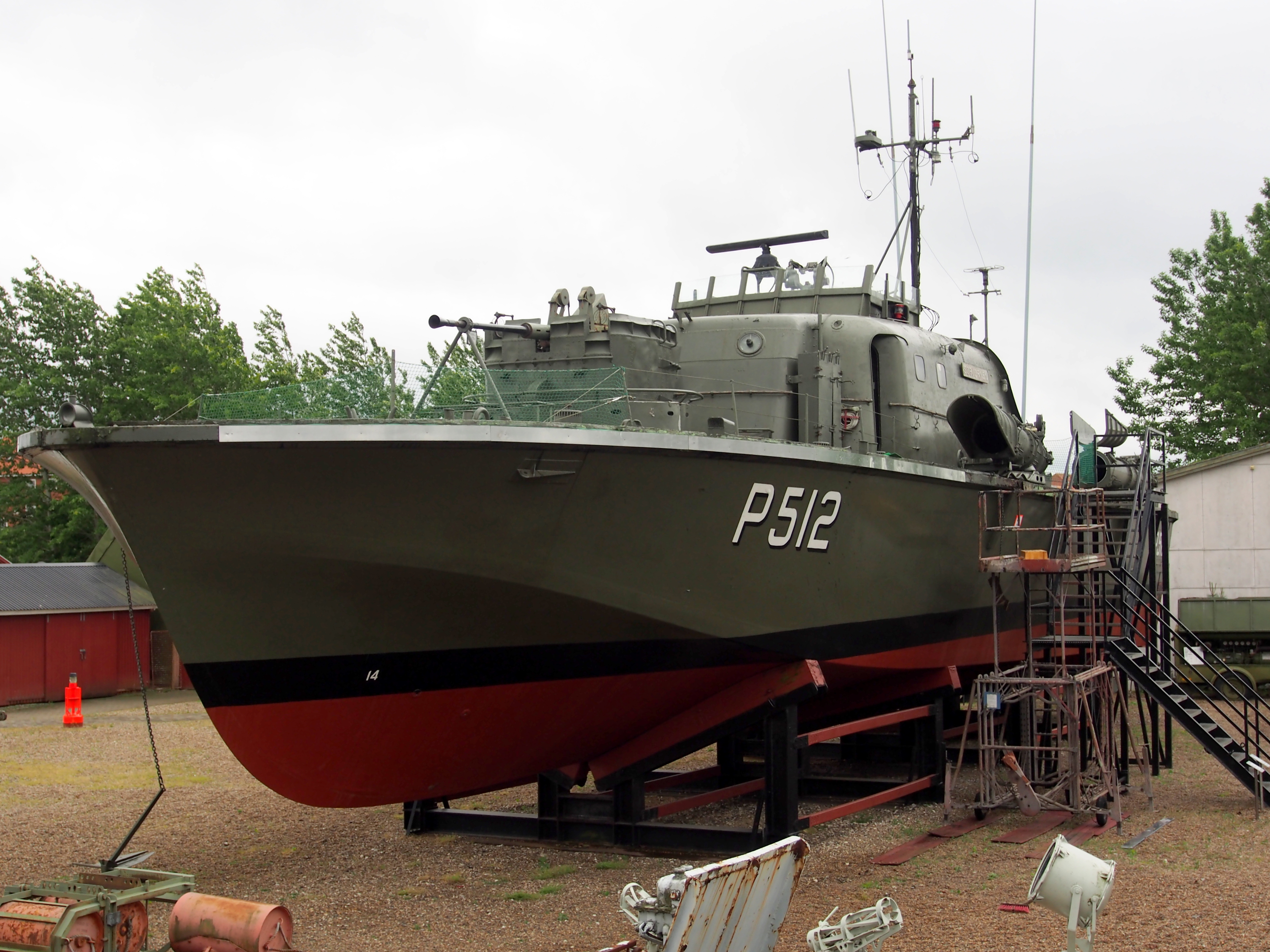
Dánský člun Søbjørnen (P512)

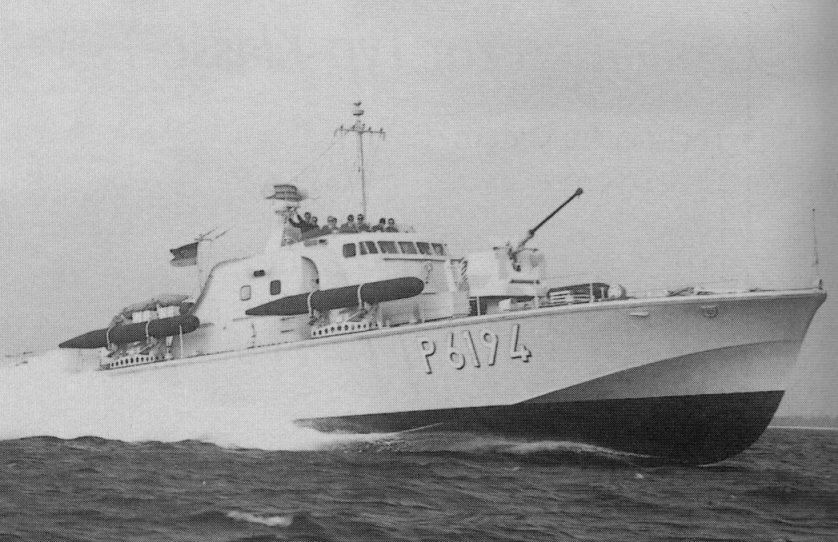
Strahl (P6194)

Protože čluny třídy Brave vyvinuté pro britské námořnictvo byly špičková a drahá plavidla, byla pro export nabídnuta také jejich zmenšená a zjednodušená varianta (např. s dřevěným trupem a pouze dvěma plynovými turbínami) označená Ferocity. Celkem se jich podařilo prodat 16 kusů pěti zákazníkům.
- Brunej – Brunejské královské námořnictvo získalo člun KDB Pahlawan, který byl dokonce jeho vlajkovou lodí.[3]

- Dánsko – Dánské námořnictvo odebralo šest jednotek třídy Søløven.[4]

- Libye – Libyjské námořnictvo získalo tři plavidla (Susa (P512), Sirte (P513) a Sebha (P514)), která nesla raketovou výzbroj v podobě protilodních střel SS.12.

- Malajsie – Malajsijské královské námořnictvo získalo čtyři čluny zařazené jako třída Perkasa – Perkasa (P150), Handalan (P151), Gempita (P152) a Pendekar (P153).[5]

- Řecko – Řecké námořnictvo roku 1967 zakoupilo oba dva původně německé čluny a zařadilo je pod jmény Aiolos (P19) a Astrapi (P 20).

- Západní Německo – Německé námořnictvo získalo dva torpédové čluny Pfeil (P6193) a Strahl (P6194). Roku 1967 byly oba prodány Řecku.